# Maynooth
Maynooth (Irsk: Maigh Nuad) er en irsk by i County Kildare i provinsen Leinster, i den centrale del af Republikken Irland med en befolkning (inkl. opland) på 10.715 indb i 2006 (10.151 i 2002)